# Поліванова Марія Семенівна
Марія Семенівна Поліванова (нар. 24 жовтня 1922 — 14 серпня 1942) — Герой Радянського Союзу, снайпер під час німецько-радянської війни.

## Біографія
Марія Поліванова народилась 24 жовтня 1922 року в селі Наришкіно Алексинського району Тульської області в сім'ї робочого.
Освіта середня. Після школи разом з Наталією Ковшовою працювала в трест організації авіаційної промисловості «Оргавіапром», одночасно навчаючись на підготовчих курсах при Московському авіаційному інституті. Планувала стати інженером — авіаконструктором.
З початком Німецько-радянської війни пішла на курси снайперів.
15 жовтня 1941 разом з подругою Наталією Ковшовою добровільно зачислені Комінтернівським райвійськкоматом Москви до Червоної армії.
З жовтня 1941 року в складі 3-ї Московської комуністичної стрілецької дивізії народного ополчення брала участь в обороні Москви. З січня 1942 в 528-му стрілецькому полку (130-та стрілецька дивізія, 1-ша ударна армія, Північно-Західний фронт).
З перших днів зарекомендувала себе зразковим бійцем. Брала участь в будівництві оборонних рубежів під Москвою і одночасно формувала разом з Наталією Ковшовою снайперську групу: навчали бійців майстерності влучної стрільби. За короткий час вони підготували 26 снайперів, які винищили близько 300 гітлерівців.
Перша участь в бою відбулась 21 — 22 лютого 1942 року під селом Нова Русса.
22 травня 1942 року в бою була поранена і госпіталізована. Після одужання відразу повернулась на фронт.
14 серпня 1942 року на один з відповідальних ділянок бою біля села Сутоки Парфінського району Новгородської області була висунута група снайперів в складі якої була і Марія Поліванова. Бій вели до останнього патрона. Разом з Наталією Ковшовою були поранені і для того, щоб не потрапити в полон, підірвали останніми гранатами себе разом з десятком гітлерівців, що їх оточували.
Похована в селі Коровитчино Староруського району Новгородської області.
На особистому рахунку Марії Поліванової близько 140 винищених німецьких солдатів та офіцерів.
14 лютого 1943 року Наказом Президіуму Верховної Ради СРСР Марії Полівановій присвоїли Звання Героя Радянського Союзу посмертно за самовідданість та героїзм, проявлені в бою.

## Нагороди
- Медаль «Золота Зірка»
- Орден Леніна
- Орден Червоної Зірки

## Пам'ять
- Марія Поліванова навічно зачислена в списки військової частини.
- Ім'я Марії Поліванової носить Спасконинська школа Алексинського району Тульської області, в якій вона навчалась.
- Іменем Марії Поліванової названі вулиці в Москві та Сургуті.

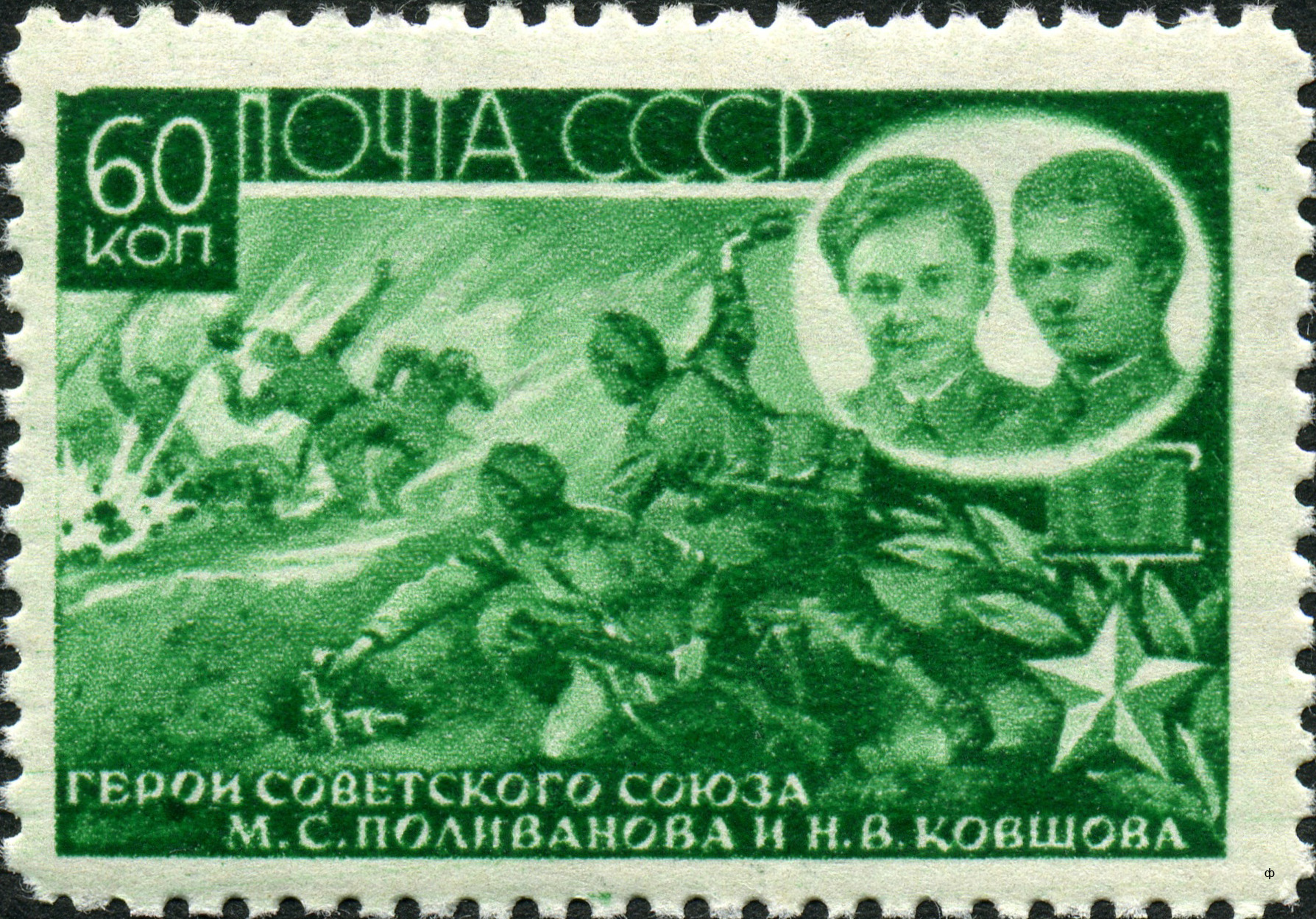
Поліванова Марія і Ковшова Наталія на марці Пошти СРСР, 1944 год